# 1989–1990-es magyar jégkorongbajnokság
Az 53. első osztályú jégkorong bajnokságban hét csapat indult el. A mérkőzéseket 1989. november 9. és 1990. február 28. között rendezték meg. Ebben a bajnokságban szerepeltek először olyan külföldi játékosok, akik kiemelkedtek a magyar mezőnyből. A Jászberényi Lehel ukrán játékosokat szerződtetett, míg a Ferencváros és az Újpesti Dózsa egykori szovjet válogatottakat.

## Alapszakasz végeredménye
|    | Csapat            | M  | GY | D | V  | GK        | Pont |
| -- | ----------------- | -- | -- | - | -- | --------- | ---- |
| 1. | Jászberényi Lehel | 24 | 21 | 2 | 1  | 243 - 67  | 44   |
| 2. | FTC               | 24 | 19 | 1 | 4  | 226 - 73  | 39   |
| 3. | Újpest Dózsa      | 24 | 17 | 3 | 4  | 258 - 86  | 37   |
| 4. | Miskolci Kinizsi  | 24 | 8  | 1 | 15 | 120 - 190 | 17   |
| 5. | Alba Volán        | 24 | 7  | 2 | 15 | 114 - 185 | 16   |
| 6. | Népstadion SZE    | 24 | 6  | 1 | 17 | 91 - 206  | 13   |
| 7. | Sziketherm HK     | 24 | 1  | 0 | 23 | 87 -332   | 4    |

## Helyosztók
Döntő: Jászberényi Lehel - Ferencváros 8-1, 4-5, 8-3, 4-1, 6-0
Harmadik helyért: Újpesti Dózsa - Miskolci Kinizsi 22-6, 6-10, 7-3 (félbeszakadt)
Ötödik helyért: Alba Volán - NSZE 6-2, 4-2

## A Jászberényi Lehel bajnokcsapata
Balla Tibor, Bató András, Bálint Artúr, Bugyi Csaba, Bujdosó Gábor, Csík László, Csókási Zsolt, Anatolij Donyika, Havrán Péter, Koha Csaba, Kolbenheyer József, Alekszandr Kulikov, Lajkó Attila, Leleszi Zoltán, Pavel Mihonyik, Pápai Miklós, Borisz Puskarjov, Simon Ferenc, Sipos Zoltán, Szabados Imre, Szajka György, Oleg Vaszjunyin, Alekszandr Vlaszov
Vezetőedző: Kercsó Csaba

## A bajnokság különdíjasai
- Az évad legjobb ifjúsági korú játékosa (Leveles Kupa): Szabó Tamás (Népstadion SZE)

## Külső hivatkozások
- a Magyar Jégkorong Szövetség hivatalos honlapja